# Systémový software
Systémový software je v informatice speciální programové vybavení, které umožňuje uživateli s počítačem pracovat, ovládat ho, spouštět aplikace a podobně. Systémový software se nachází na pomezí hardware a aplikačního software a běžný uživatel s ním přímo nepracuje (na rozdíl od aplikací). Mezi systémový software patří operační systém, pomocné nástroje a firmware.

## Rozdělení systémového softwaru
- firmware – software obsažené v hardware (resp. ve vstupně-výstupních zařízeních)
- operační systém (např. Microsoft Windows, Linux)
  - jádro operačního systému (včetně ovladačů zařízení)
  - pomocné systémové nástroje – pro správu operačního systému (formátování disků, nastavení oprávnění, utility, …)